# Domenico Martinelli
Domenico Martinelli (30 de novembro de 1650 - 11 de setembro de 1718) foi um arquiteto italiano que trabalhou para Carlo Fontana durante 1678. Foi também uma proeminente figura na formação do estilo barroco nos Alpes do Norte. Em 2010, uma homenagem musical chamada "Projeto Martinelli" foi realizada em Munique.

## Biografia
Nasceu em Luca, Toscana, e foi ordenado sacerdote em sua cidade natal. Estudou na Academia de São Luca em Roma, onde lecionou arquitetura e prospectiva. Em sua época, viajou por grande parte da Europa, desde a Itália até a Áustria, Boêmia, Morávia, Polônia e Holanda. Não tão conhecido como seus contemporâneos, muitas vezes trabalhou com Johann Bernhard Fischer von Erlach e Johann Lukas von Hildebrandt.
A sua influência no estilo barroco foi notável em seu trabalho Stadtpalais Liechtenstein (Palácio da Cidade), em Viena (1692–1705), que glorifica uma escadaria elaborada, derivada do Palazzo Chigi-Odescalchi de Bernini, em Roma. Projetou o Palais Harrach, Gartenpalais (Palácio do Jardim) e o Palácio Kaunitz, em Slavkov (Austerlitz), onde introduziu o cour d'honneur neste último. Em seus últimos anos, após lecionar na Academia de São Luca, ele lutou contra doenças e retornou à sua cidade natal, onde morreu.

## Obras

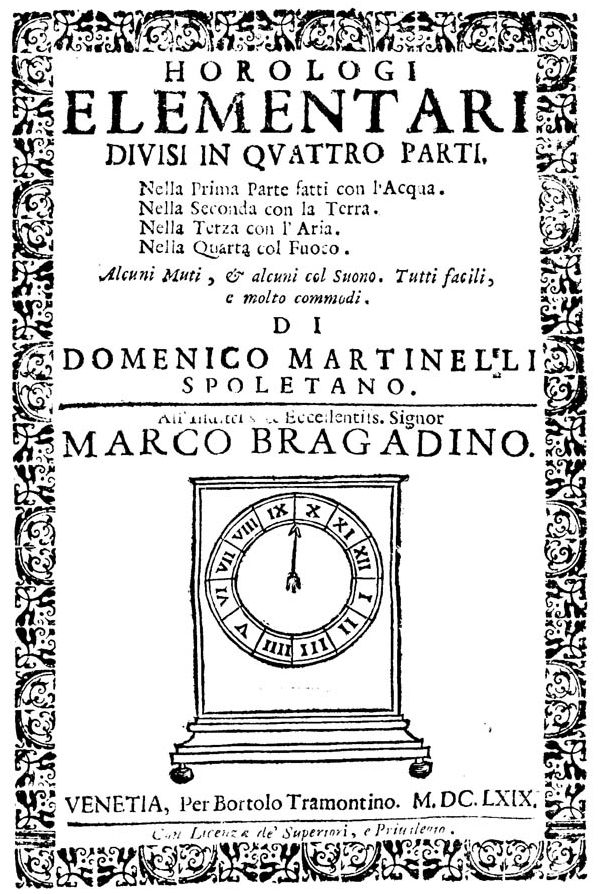
Horologi elementari divisi in quattro parti, 1669

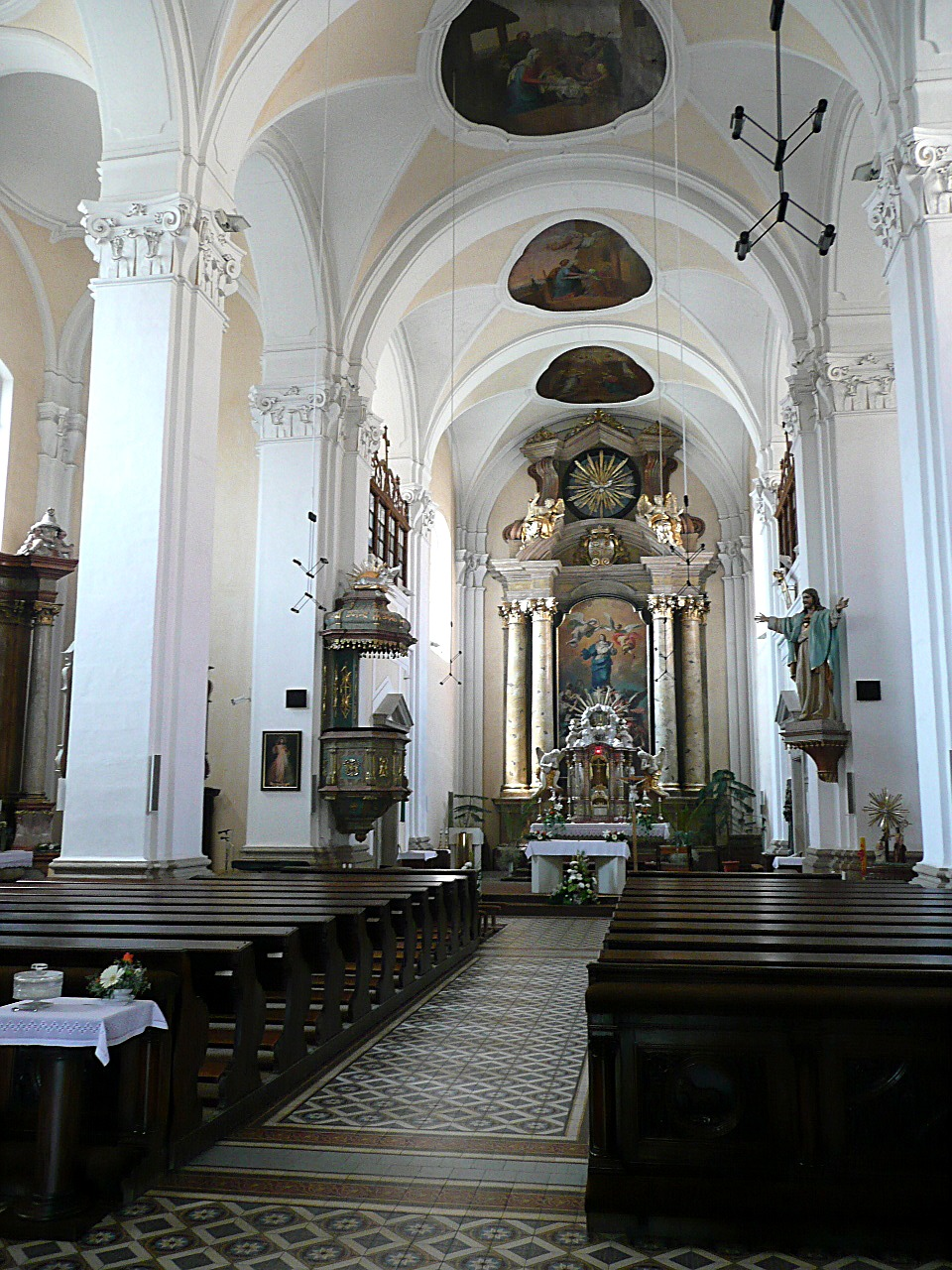
Interior da Igreja da Virgem Maria em Uherský Brod, hoje na República Tcheca. Arquiteto: Domenico Martinelli.

- Horologi elementari divisi in quattro parti (em italiano). Venezia: Bartolomeo Tramontino. 1669